# Sender Beidweiler
Der Sender Beidweiler ist ein Langwellensender des Broadcasting Center Europe, einer Tochtergesellschaft der RTL Group. Mit ihm wurde bis zum 2. Januar 2023 das französischsprachige Programm RTL in Richtung des ca. 300 km entfernten Paris (Abstrahlungsmaximum in Richtung Südwest) gesendet.

## Über die Sendeanlage
In der Nähe von Beidweiler betrieb das Broadcasting Center Europe, eine Tochtergesellschaft der RTL Group, seit 1972 einen Langwellensender zur Abstrahlung des französischsprachigen Rundfunkprogramms RTL auf der Frequenz 234 kHz mit einer Leistung von 1500 Kilowatt.
Der Langwellensender besteht aus einer Richtantenne, die aus drei identischen, abgespannten, geerdeten Masten von 290 m Höhe besteht, an denen Reusenantennen befestigt sind. Diese Antennen werden am Fußpunkt gespeist.

## Geschichte
Die Sendeanlage ging 1972 mit einer Leistung von 1.400 Kilowatt in Betrieb und ersetzte die 1932 in Betrieb gegangene Sendeanlage in Junglinster, die seit 1974 nur noch als Reserveantenne dient. Im Jahr 1974 wurde die Sendeleistung durch Installation von zwei THOMSON-CSF-TRE-2170-Sendern auf 2000 Kilowatt erhöht und der Sender Beidweiler wurde somit einer der stärksten Langwellensender der Welt. Im Jahr 1994 wurde ein neuer, 2000 Kilowatt starker Röhrensender bestehend aus zwei 1000-kW-Einheiten vom Typ THOMSON-CSF TRE-2175 installiert, der wiederum im Jahr 2011 durch einen 1500 Kilowatt starken volltransistorierten Sender der Firma Transradio Sendersysteme Berlin, bestehend aus zwei 750-kW-Einheiten vom Typ TRAM 750 LS LCD, ersetzt wurde.
Seit Sommer 2021 wurde allerdings nur mehr mit einer Sendeleistung von tagsüber 750 kW und nachts 375 kW gesendet. Außerdem wurde seit mindestens Mitte 2022 nachts von 0:30 bis 4:30 bzw. am Wochenende von 1:00 Uhr bis 5:00 Uhr der Sender ganz abgeschaltet. Im Oktober 2022 gab der französische RTL-Sender bekannt, dass der Langwellenbetrieb am 31. Dezember 2022 gänzlich eingestellt werde. Als Begründung wurden die CO2-Bilanz und die gestiegenen Energiekosten genannt. Man erziele durch die Abschaltung eine Einsparung von 6000 MWh pro Jahr. Tatsächlich wurde noch bis in den 2. Januar 2023 hinein gesendet, bis um 1:00 Uhr endgültig abgeschaltet wurde. Was mit den Sendeanlagen passiert, ist bis dato unklar.